# デトネーター
『デトネーター』（原題：The Detonator）は、2006年のアメリカ合衆国のアクション映画。

## ストーリー
アメリカ国土安全保障省のエージェント、サニー・グリフィスは武器密輸組織を壊滅させるため、ルーマニアのブカレストで潜入捜査を行っていた。証拠を押さえるべく、架空の武器取引を持ち掛け、組織の幹部ディミトリと接触し、取引に臨むところまでは首尾よく進んだが、取引成立直前になってディミトリの携帯に密告電話がかかり、潜入捜査は失敗。密売組織との銃撃戦へと発展してしまう。グリフィスはディミトリ以外の密売組織メンバーを全員射殺し、地元警察に逮捕されてしまう。そしてこの騒ぎが原因で、ロシア軍から強奪された強力な生化学兵器「デトネーター」を追っていたCIAの作戦も失敗してしまう。
CIA支局長でグリフィスの元上司であるフリントは、彼にナディアという夫殺しの容疑を掛けられた女性をアメリカへ護送する任務を与える。実はグリフィスは以前の任務で違法な武力行使による殺人罪に問われ、近く連邦大陪審への出頭が決定していた。そのような立場にもかかわらず、前回の同様の騒ぎを起こしたグリフィスを扱いかねたフリントは、容疑者護送にかこつけて厄介払いしたかったのである。しかし、ナディアは「デトネーター」を強奪した巨大犯罪組織のボス、ボスタネスクに追われている身であった。ボスタネスクは表向きはサッカーチームを所有するルーマニアきっての大富豪だが、裏では国をも牛耳る巨大犯罪組織を率いる大物マフィアでもあった。ボスタネスクはナディアを捕らえるべく、彼女の一人息子を人質に取る一方で、傘下の密輸組織壊滅という失敗を犯した従弟のディミトリに最後のチャンスとしてナディアの捕獲を命じる。グリフィスは彼女の命を守るため、そして「デトネーター」を取り戻すために、元同僚のCIA諜報員シェパードと協力しながら奔走する。

## キャスト
| 役名                   | 俳優                     | 日本語吹替                                                                          | 日本語吹替                                                                                                   |
| 役名                   | 俳優                     | ソフト版                                                                            | テレビ東京版                                                                                                 |
| ---------------------- | ------------------------ | ----------------------------------------------------------------------------------- | --- |
| サニー・グリフィス     | ウェズリー・スナイプス   | 菅原正志                                                                            | 大塚明夫 |
| ナディア・コミンスキー | シルヴィア・コロカ       | 朴璐美                                                                              | 甲斐田裕子                                                                                                   |
| ジョゼフ・ボスタネスク | ティム・ダットン         | 清水明彦                                                                            | 石塚運昇 |
| マイケル・シェパード   | ウィリアム・ホープ       | 諸角憲一                                                                            | 山路和弘 |
| フリント支局長         | マイケル・ブランドン     | 菅生隆之                                                                            | 谷口節 |
| ディミトリ・イリンカ   | マシュー・リーチ         | 加瀬康之                                                                            | 桐本琢也 |
| パヴェル               | ボグダン・ウリテシュク   | 島香裕                                                                              | 手塚秀彰 |
| ミッチェル             | ウォーレン・デローサ     |                                                                                     | 阪口周平 |
| ユーリ・ミシャロフ     | ヴィンチェンツォ・ニコリ |                                                                                     | |
| グリーンフィールド     | スチュアート・ミリカン   |                                                                                     | |
| その他                 | N/A                      | 増田裕生 入江崇史 小柳基 松岡大介 伊丸岡篤 加納千秋 藤井啓輔 四宮豪 織田芙実 藤村歩 | 中村秀利 天田益男 仲野裕 楠見尚己 森夏姫 安井邦彦 福田信昭 田村聖子 高倉有加 海浩気 東條加那子 沢田泉 伝坂勉 |
| 日本語版スタッフ       |                          |                                                                                     | |
| 演出                   | 演出                     | 早川陽一                                                                            | 向山宏志 |
| 翻訳                   | 翻訳                     | 久保喜昭                                                                            | 久布白仁司                                                                                                   |
| 調整                   | 調整                     |                                                                                     | 手塚孝太郎                                                                                                   |
| 効果                   | 効果                     |                                                                                     | リレーション                                                                                                 |
| 担当                   | 担当                     |                                                                                     | 別府憲治 |
| 配給                   | 配給                     |                                                                                     | ソニー・ピクチャーズ エンタテインメント                                                                      |
| プロデューサー         | プロデューサー           |                                                                                     | 遠藤幸子 五十嵐智之 多田浩行                                                                                 |
| 制作                   | 制作                     | グロービジョン                                                                      | テレビ東京 HALF H・P STUDIO                                                                                  |
| 初回放送               | 初回放送                 | N/A                                                                                 | 2009年10月28日 『水曜シアター9』                                                                             |

## スタッフ
- 監督：レオン・ポーチ
- 製作：ピエール・スペングラー、アンドリュー・スティーヴンス、ドナルド・カシュナー
- 製作総指揮：アリソン・セメンザ
- 脚本：マーティン・ホイーラー
- 撮影：リチャード・グレートレックス
- 音楽：バリー・テイラー

## 登場する車両
アウディ・80(4代目、B4型)
中盤で隠れ家を襲撃されたグリフィスとナディアがボスタネスクの差し向けた追手から逃げるときに使用。
ホンダ・CR250R
終盤でグリフィスがナディアを拐った車を追跡するために白バイ隊員から奪って使用。
- ジャンプなどのアクションシーンをし易いようにモトクロッサーをベース車両としているが、白バイにも見えるようにホンダ・CBR1000Fの初期型(SC21型)のカウルが無理やり装着されている。
- 白バイという設定だが、アクションをし易くするためバックミラーや前側の方向指示器など白バイなら当然装着されているべき保安部品が一部無い。
- 上記のことから、まるでダカール・ラリーのようなラリーレイド競技の出場車両のような外観となっている。